# インドネシア独立戦争
インドネシア独立戦争（インドネシアどくりつせんそう、インドネシア語:Revolusi Nasional Indonesia）とは、日本が太平洋戦争で連合国へ降伏した後の旧オランダ領東インドで、独立を宣言したインドネシア共和国と、これを認めず再植民地化に乗り出したオランダとの間で発生した戦争（独立戦争）である。1945年から1949年までの4年5か月にわたる戦争で、10万人が犠牲になった。
より狭義には、1947年7月21日と1948年12月19日の2度にわたって、オランダ軍がインドネシア共和国に軍事侵攻した結果生じた大規模な軍事衝突を指し、オランダ側ではこの自国の軍事行動を「警察行動」（Politionele acties）と呼称している。しかし一般的には、インドネシア共和国とオランダ軍との軍事衝突だけでなく、東インドに進駐したイギリス軍とインドネシアの武装組織との武力衝突、インドネシア共和国内での反乱事件や政治闘争、そして軍事衝突とほぼ並行して進められたオランダや国際連合との外交交渉など、インドネシアの独立へ向けての一連の政治過程を総称して「インドネシア独立戦争」という。
また、植民地時代や日本軍政期には旧東インド領の各地で、伝統的な領主層や貴族層が為政者によって特権を保護されてきたが、独立宣言後にインドネシア人の急進的な青年層や武装勢力によって、これらの者の地位や特権を剥奪する社会革命の動きがみられた。こうした動きも含めて、一連の事象を「インドネシア独立革命」ともいう。
結果的に、インドネシアは武力闘争と外交交渉によって独立を達成し、1949年12月にインドネシア連邦共和国が成立した。さらに1950年8月15日、連邦構成国の1つであるインドネシア共和国に他の全ての構成国が合流して、単一国家インドネシア共和国が誕生した。現在も同日を記念して祝祭日としており、首都・ジャカルタを中心に祝賀される。

## 第二次世界大戦
オランダは大航海時代以来、およそ300年にわたって「東インド」と名づけた島々を植民地支配してきた（オランダ海上帝国）。しかし1941年夏のABCD包囲網以来日本とオランダは敵対し、同年12月8日に太平洋戦争が始まるとオランダ政府は12月10日に日本政府に対して宣戦布告（オランダ領東インド政庁が独断で宣戦布告し、当時ロンドンに亡命していた本国政府が追認したものとされる）、これに応じて日本軍（第16軍、ジャワ島上陸第1陣は約5万5000人）は1942年2月末から3月にかけて、スマトラ島とジャワ島に進攻した。オランダ領東インド軍（蘭印軍、約4万人）は、3月10日に日本軍に全面降伏した。

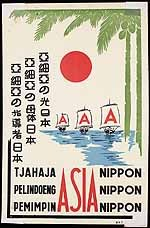
3A運動のポスター（1942年）

その後日本軍は、オランダ植民地政府により軟禁されていたスカルノやモハマッド・ハッタなどの民族主義運動の活動家を解放し、その後スカルノやハッタと協力体制を取り、さらにインドネシア人を現地官吏に登用したほか、「インドネシア」という呼称を公の場で使用することを解禁し、英語やオランダ語ではなく「インドネシア語」を公用語にした。
さらに1943年10月には、日本軍の協力を得てインドネシア人指揮官がみずから率いる「民族軍」である郷土防衛義勇軍（ペタ）を組織するなど、日本軍政下ではあったものの、インドネシア人はこれまでのオランダ統治下では決して得ることのできなかった権限を得ることとなったが、この頃までは石油資源の安定確保を目的として東インドを直轄の軍政地域とし、スカルノやハッタらインドネシア民族主義指導者の独立の要請は認めなかった。
しかし、日本の戦局が悪化してくると、1944年9月3日には将来の独立を認容する「小磯声明」を発表、さらに1945年3月に東インドに独立準備調査会を発足させ、スカルノやハッタらに独立後の憲法を審議させた。同年8月7日スカルノを主席とする独立準備委員会が設立され、その第1回会議が18日に開催されるはずであったが、8月15日に日本が降伏したことによって、この軍政当局の主導による独立準備は中止されることとなった。
1945年8月15日、ジャカルタの街に日本が連合軍に降伏したという噂が拡がっていたため、スカルノとハッタは山本茂一郎軍政監と接触して、確実な情報を得ようと務めたが徒労に終わった。そこで二人は同日14時半頃前田精海軍少将を訪ねたところ、前田は公式な情報がないという理由で回答を留保した。16日早朝、スカルノとハッタは、無傷の日本軍と敵対してでも即時に独立宣言すべきと主張する青年グループに拉致された（レンガス・デンクロック事件）。スカルノ、ハッタおよびスバルジョは青年グループを説得し、8月17日の正午までに準備を整え独立を宣言すべく解放され、ジャカルタへ向かった。16日23時頃、スカルノ、ハッタらは前田海軍少将邸に集まり、既に起草されていた憲法前文の独立宣言に関連した箇所に基いて独立宣言を起草し採択した。17日10時頃、スカルノらインドネシアの民族主義者たち自身が、連合国の了解を得ることなく、スカルノの私邸に集まった約1000名の立会いを得て、インドネシア独立宣言を発表し、スカルノを首班とするインドネシア共和国が成立した。
独立宣言後の8月22日には人民治安団（Badan Keamanan Rakyat）が政府布告によって結成され、政府は日本軍政下で結成された旧ペタ（郷土防衛義勇軍）系の将兵、兵補らに参加を呼びかけた。この人民治安団が治安維持、急進化する青年層の取り込みといった目的をもっていたのに対して、10月5日に結成された人民治安軍（Tentara Keamanan Rakyat）は、10月になって本格的に進駐してきたイギリス軍および旧宗主国のオランダ軍に対抗するという目的があった。人民治安軍は旧蘭印軍将兵に対してもこれへの参加を呼びかけ、純然たる軍組織を目指した。共和国側にはこの正規軍以外にも複数の非正規の武装組織が誕生し、その活動には政府の統制が及ばなかった。
一方、大戦に敗れた日本軍は、連合軍の命令により、東南アジアの各占領地域を現状維持のまま、上陸する連合軍部隊に引き渡すことになり、インドネシア人の独立派への武器引渡しも厳禁とされていた。この命令を守るために独立派との間でスマラン事件などの衝突が生じ、日本側にも多数の死傷者が出た。他方で、日本軍部隊が上官の命によって兵器の集積庫を開放し、横流しした例もある。その結果、日本軍からは3万丁以上の三八式歩兵銃、数百の野砲・トラック、食料、弾薬、軍刀など多くの資材が独立派の手に渡った。日本に引き揚げずにインドネシア独立派に身を投じた元日本兵は数千人に上った。各国の独立運動支援のために武器を持ったまま義勇軍に加わる日本兵も少なくなく、インドネシアの場合、その数は通常3千人といわれ、千人がオランダ軍との戦いで独立義勇軍の兵士として戦死、千人がインドネシア独立後に日本へ帰国、千人がインドネシアに帰化したといわれる。約2000人の元日本軍兵は祖国に帰らず、そのまま除隊（この時点で日本軍籍は消滅）、残留してインドネシア独立軍に参加し、降伏時所持していた兵器物資を横流しした者、軍政資材をそのまま利用し独立運動の広報・宣伝に当たった者もいた。ある者はインドネシア人と結婚して家庭を築き、またある者はイスラム教に改宗するなどして現地社会に溶け込み、インドネシア独立戦争の終了後も日本に帰還する者は少なかった。なお、陸軍第16軍の作戦参謀を務めたは宮元静雄によると、帰隊者・死亡者をのぞく現地逃亡残留兵は総計277名で、そのうち166名はジャワのバンドン地区の将兵であった。

## 独立戦争の推移

### イギリス軍の占領
大戦中ロンドンに亡命していたウィルヘルミナ女王のオランダ政府は、すでに1942年12月7日には戦後における東インドの自治について言及していたが、その独立について譲歩する考えはなかった。オランダ政府のハーグ復帰後、東インドの再植民地化を決定し、カナダで訓練されていたオランダ領東インド軍（蘭印軍）部隊を派遣する準備をすすめていた。
連合国側では、オランダ領東インドの管轄をアメリカ軍南西太平洋司令部からイギリス軍東南アジア司令部（総司令官ルイス・マウントバッテン）に移し、その指揮下のイギリス軍部隊（その大半は英印軍）が東インドに進駐することになった。このイギリス軍部隊の役割は、東インドにおける現状維持と、日本兵の武装解除および日本人の本国移送であり、オランダとインドネシアの独立問題には不介入の立場を取っていたが、期せずしてインドネシア人の武装勢力との衝突に巻き込まれていくことになるのである。

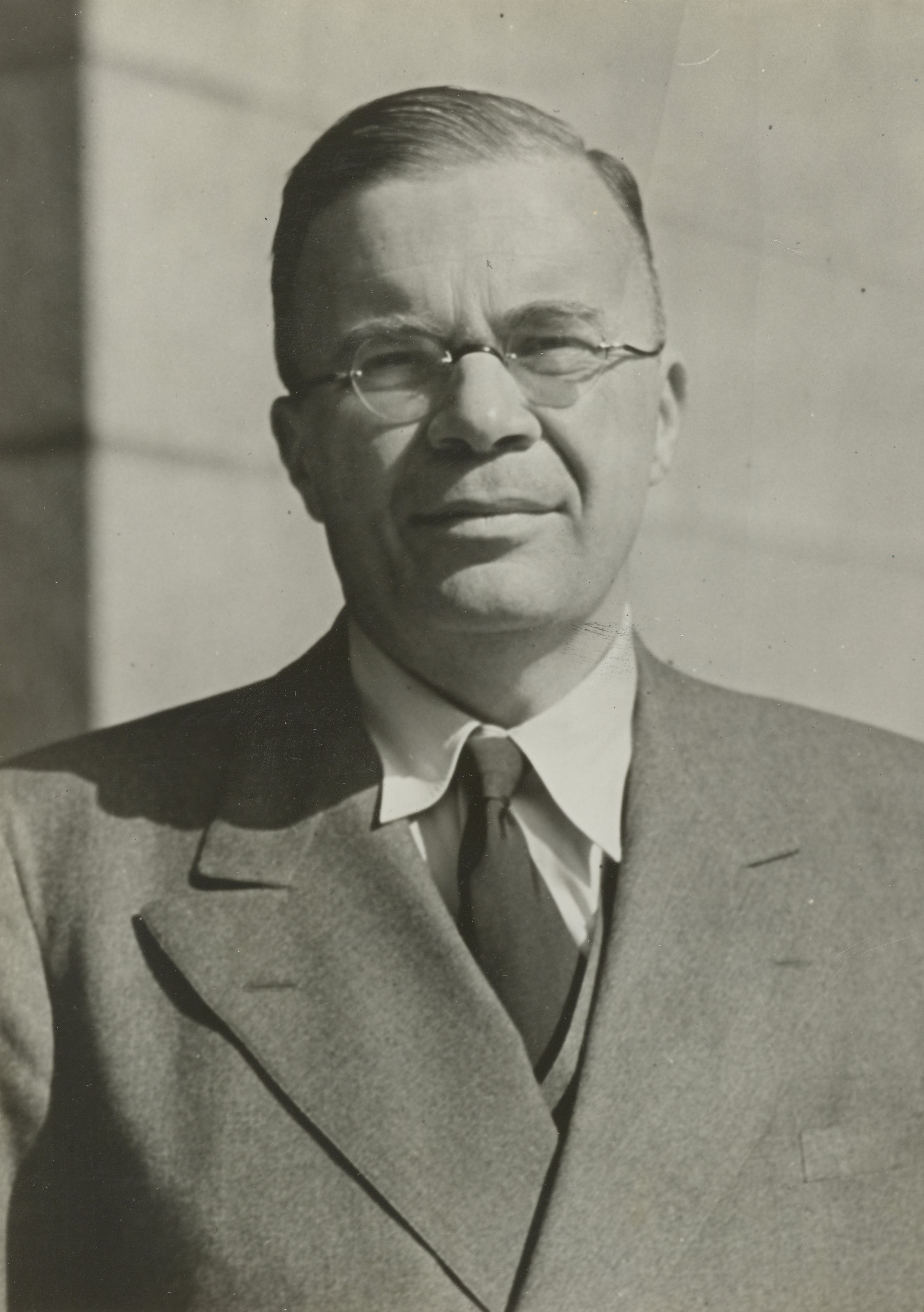
戦前から東インド植民地官僚、副総督を務めていたファン・モーク。独立戦争期にはオランダを代表してリンガルジャティ協定に調印。

9月29日、イギリス軍第一陣がジャカルタに上陸し、10月1日付でイギリス陸軍フィリップ・クリスティソン中将指揮下の蘭印連合軍（AFNEI）司令部がジャカルタに開設された。10月末までには、AFNEI傘下の英印軍第23師団の一個旅団がジャカルタ、バンドン、スラバヤに、一個大隊がスマランに配置された。
10月20日にはオランダ領東インド政府副総督フベルトゥス・ファン・モークが亡命先のオーストラリアからジャカルタに帰還し、10月23日にはインドネシア共和国大統領スカルノ、副大統領ハッタと会見している。以後、1946年11月末にイギリス軍がインドネシアから完全撤退するまでの期間、インドネシアの独立問題は、当事者であるインドネシアとオランダ、その両者の仲介役であるイギリスという、三者間の交渉によって「外交」交渉が進められていくことになる。
なお、インドネシアに進駐したAFNEIの指揮下には、オランダ領東インド軍（蘭印軍）陸軍司令官ファン・オイエン少将率いる蘭印陸軍七個中隊があった。この部隊がインドネシア人殺害、誘拐、放火など多くの事件を起こした。これらの破壊工作が、インドネシアと連合国との交渉環境を著しく悪化させた。
同年10月8日にインドネシア人民軍が結成された

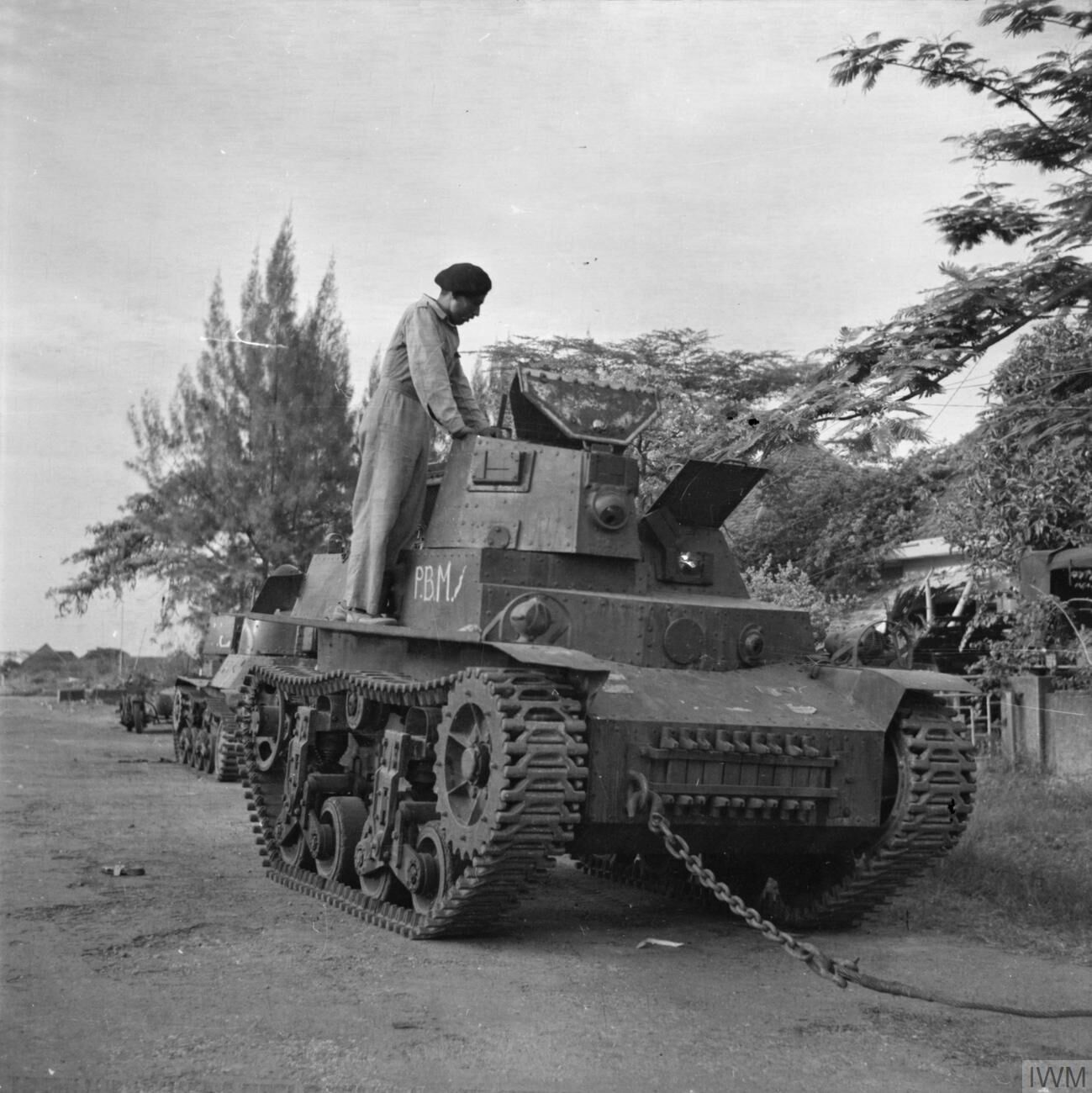
スラバヤの戦いで鹵獲されたマーモン・ヘリントン CTLS-4TAY軽戦車。オランダ軍の装備だったものを日本軍が鹵獲使用し、それをインドネシア独立派が受け継いだもの。

10月25日にスラバヤに上陸したイギリス軍第49旅団は、民衆に武器の提出を求めるチラシを全市で配布し、これがインドネシア側を刺激した。このチラシをイギリスからの宣戦布告であると受け止めたインドネシア人は、同28日、29日、30日にわたってスラバヤ市内に展開するイギリス軍を攻撃し、これに打撃をあたえた。イギリスとの交渉環境の悪化を危惧したスカルノやハッタがスラバヤに飛来して停戦を成立させたが、10月30日夜、その停戦ラインの侵犯をめぐって銃撃戦が起こり、英印軍の旅団長マラビー准将が射殺された。
イギリス側（英印軍）は、この他にも共和国側の武装組織との交戦によって多数の死傷者を出しており（1946年11月28日の完全撤退までに死傷者1377人、うち戦死者407人、行方不明者162人）、また、インドの世論もインドネシアの民族独立運動の弾圧に英印軍が利用されることに反対し、インド総督アーチボルド・ウェーヴェルも英印軍の早期撤退をイギリス政府に要請していた。
10月半ばから下旬にかけては、英印軍第26師団がスマトラのメダン、パレンバンなどに進駐した。このように、ジャワとスマトラは英軍指揮下にあったが、チモール、カリマンタン、スラウェシ、アンボンなどの「外島」はオーストラリア軍が部分的に占領した。
1945年12月14日現在で累計5億ギルダーの南発券が英軍に供給された。
1946年1月4日、インドネシア共和国政府は首都を治安の悪化したジャカルタからジョグジャカルタに移し、大統領スカルノ、副大統領ハッタらはジョグジャカルタに退避し、イギリス・オランダとの交渉は、ジャカルタに残った共和国首相シャフリル（外相兼任）、国防相アミル・シャリフディン（情報相兼任）が担っていくことになった。
一方、オランダ軍部隊が東インドに派遣されると続々と増加して12万人に達し、インドネシア側との本格的衝突が懸念された。1946年11月末に予定されたイギリス軍部隊のインドネシアからの完全撤退を前に、停戦協定の締結が急がれることになった。

### 国連の介入
1946年11月12日、オランダはジャワ島、スマトラ島、マドゥラ島をインドネシア共和国の勢力下にあると認め、双方は連邦国家樹立に向けて努力するという停戦協定（リンガジャティ協定）が成立した。そして当初の予定どおり、イギリス軍は11月中にインドネシアからの撤退を完了した。

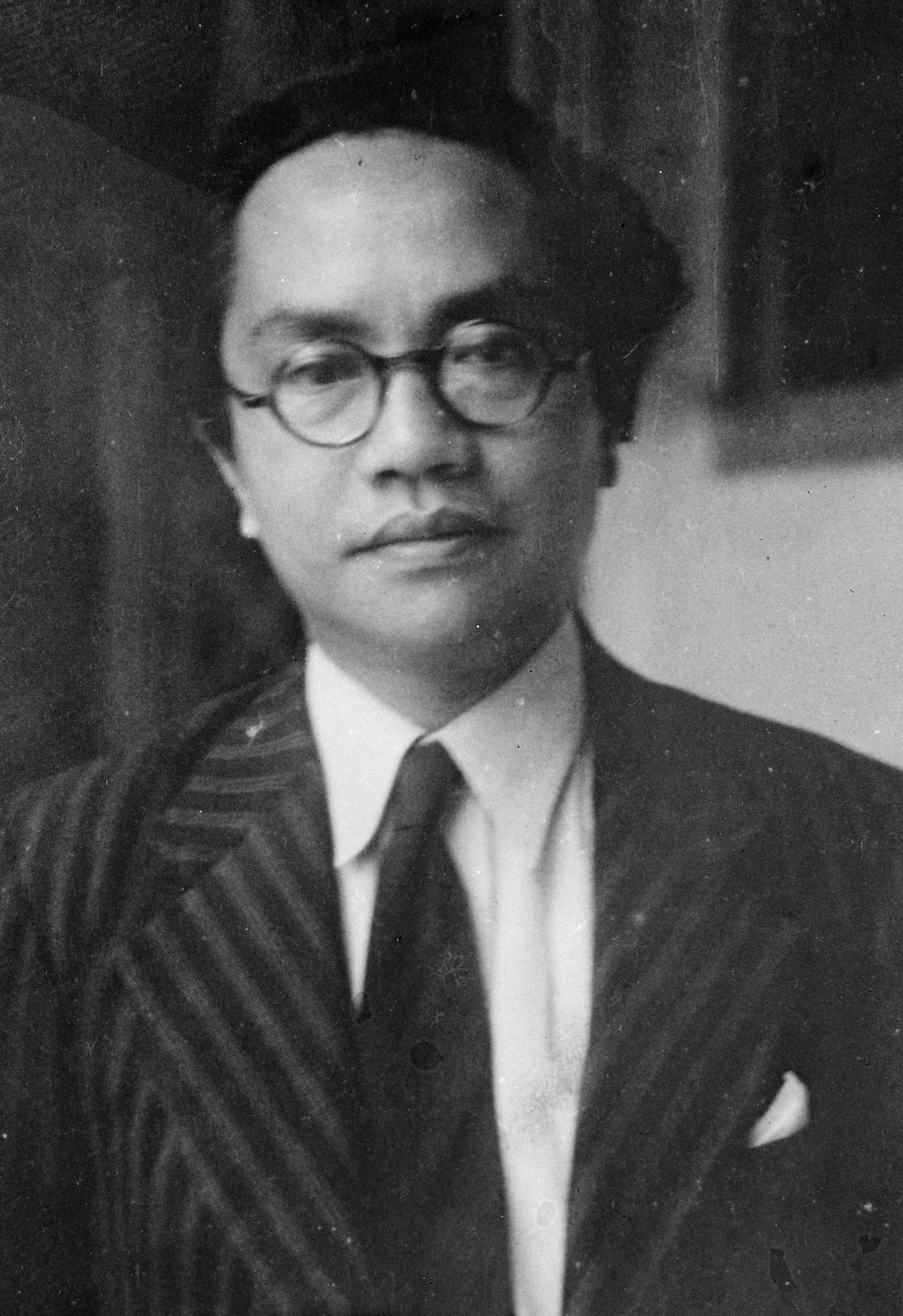
シャフリル政権崩壊後、共和国首相の座に就いたアミル・シャリフディン

しかしオランダ軍は同協定の批准も済んでいない1947年2月24日、東部ジャワのクリアンとシドアルジョを攻撃、これを占領するとともにさらに内陸のモジョケルトへも兵を進めた。このオランダ軍の進出に譲歩するか徹底抗戦するかをめぐって、インドネシア国内で混乱が続くなかで（その結果、6月27日、シャフリル内閣崩壊）、6月28日、オランダ軍は全域での進軍を命じ、スラバヤ、ジョグジャカルタ周辺への空爆も開始された。
1947年7月17日に共和国側へ最後通牒を突きつけたオランダ軍は、7月21日、共和国領内への全面的攻勢を開始した（オランダ側ではこれを「（第1次）警察行動」という）。オランダ軍はジャワ西部のジャカルタ、チルボン、キンタマーニ、南部のチアミス、タシクマラヤ、北部のスマラン、マグラン、スマトラのメダン、パレンバンなど、主だった拠点を占領し、インドネシア共和国臨時首都であるジョグジャカルタにも迫った。12万を超すオランダ軍は装備の面でも、練度においてもインドネシア側の武装組織を凌駕しており、独立軍は都市部を放棄せざるをえなかったが、一方のオランダ側も、農村部でのゲリラ戦に苦しめられた。これに対してオランダ軍は徹底したゲリラ掃討作戦を展開し、1947年12月9日には西ジャワにある小村ラワゲデに独立派指導者ルカス・クスタリオが潜伏しているとして捜索を行った際、村に住む男性150人以上を虐殺する事件が起きている。
ここで成立したばかりの国際連合が介入、8月1日に国際連合安全保障理事会で、即時停戦と仲裁による和平解決をもとめる安保理決議27が採択された。この決議にもとづいて8月4日に停戦が成立したが、その後もオランダ軍の攻撃は止まず、占領地域に次々と傀儡国家・自治領域を設立していった。このためインドネシア共和国国連代表シャフリル（前首相）の求めによって、国連はインドネシアが指名したオーストラリア、オランダが指名したベルギー、そしてオーストラリア・ベルギー両国が指名したアメリカ合衆国の3カ国による仲裁委員会の設置を決定した。10月にはこの仲裁委員会の代表がジャカルタに到着し、新たな停戦協定の締結へ向けて努力していくことになった。

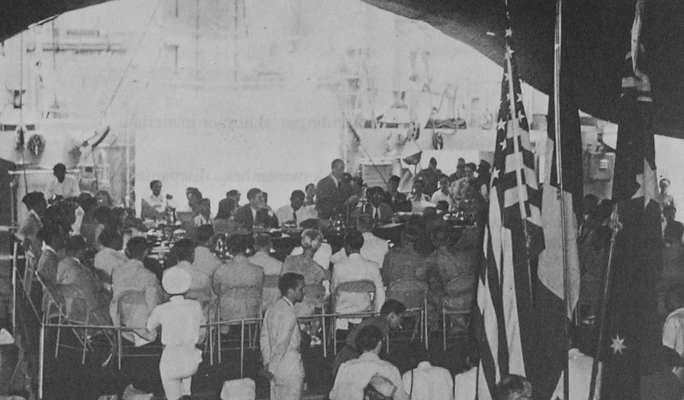
アメリカ軍艦レンヴィル上での外交交渉

1948年1月17日、ジャカルタ沖に停泊する米国軍艦レンヴィル (Renville) 艦上（ハスケル級攻撃輸送艦APA-227）で調印された停戦協定（レンヴィル協定）は、インドネシア共和国領をジャワ島の中部と西端部、マドゥラ島のみとし、共和国側も、さらに狭い領域へと押し込まれる現状を追認するしかなかった。

### オランダ軍の第二次警察行動
1948年1月23日、同協定を批准する見込みのなかったアミル・シャリフディン内閣は総辞職し、その後を引き継ぐ内閣を担う意思と能力のある政治家は既存の政党にはいなかった。大統領スカルノは、1月29日、副大統領ハッタに超党派の内閣を組織させ（首相と国防相を兼任）、レンヴィル後の国内混乱を収拾し、オランダとの外交交渉を継続していくことになった。

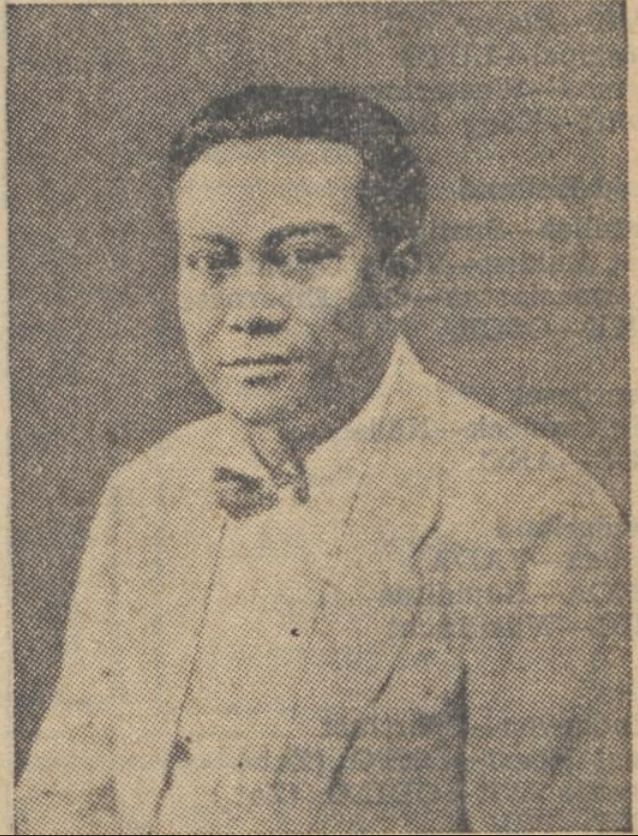
共和国政府と対立したPKIの指導者ムソ。マディウン事件後の混乱の中で射殺された。

一方で、レンヴィル協定に反対するインドネシア共産党（PKI）をはじめとする徹底抗戦派および左派勢力が糾合され、スカルノ、ハッタらの外交路線と対立した。この政府と左派勢力の対立のなかで、1948年9月18日、PKIの影響下にある部隊がジャワ島東部のマディウンで政府機関を襲撃し、革命政府樹立を宣言した（マディウン事件）。1ヶ月ほどでこの反乱は鎮圧されたが、共和国内部での混乱に乗じて、オランダは12月11日和平会談決裂を宣言、12月19日早朝に共和国領内への全面攻勢が開始された（オランダではこれを「第二次警察行動」という）。
オランダ空軍の爆撃機によってジョクジャカルタのマグオ空港が空爆され、オランダ海兵隊と蘭印軍が地上から侵攻し、12月23日までにはジョグジャカルタを陥落させた。当時、ジョクジャカルタの共和国側には3個中隊の兵力しかなく、オランダはスカルノ大統領、首相兼副大統領ハッタ、そして閣僚の大半を逮捕した。
共和国側はスマトラで臨時政府樹立（臨時首相はシャフルディン・プラウィラネガラ蔵相）を宣言、逮捕されたスカルノもオランダとの交渉継続を破棄し、徹底抗戦を全国民に訴えた。このように共和国政府の存続を国際的にアピールするとともに、インドネシア側の武装勢力も組織的な抵抗を開始した。スディルマン国軍司令官の号令の下、農村部や地方都市でゲリラ戦や治安の撹乱をすすめ、1949年3月1日にはオランダ占領下のジョグジャカルタ奪還作戦を敢行し、一時オランダ軍を窮地に追い込んだ。
オランダの全面攻勢によってインドネシア共和国は存続の危機に瀕したが、オランダの軍事的勝利は外交的敗北の始まりだった。オランダがインドネシアの各地で設立した傀儡国家では急速にオランダ離れがすすみ、これらの地域が後にインドネシア共和国に合流する素地を作った。また、国際世論は植民地主義に固執するオランダを激しく非難し、国連安保理は12月24日の決議でオランダに共和国指導者の釈放を要求した。とりわけ、マディウン事件で左派勢力を一掃したハッタ政権を高く評価していたアメリカは、オランダへの経済援助の停止を通告し、和平協議復帰への圧力をかけた。
こうした国際世論の圧力のもとにオランダは和平受諾に追い込まれて行く。また、インドネシアにおける過大な軍事費支出は、ドイツの占領で疲弊したオランダ経済にとって耐え難いものとなっていたのである。

### ハーグ円卓会議

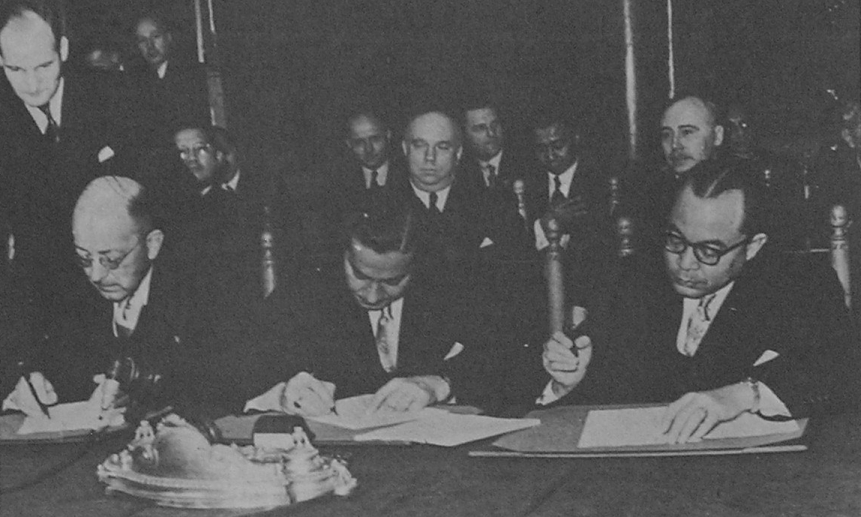
円卓会議での調印式。右が共和国代表モハマッド・ハッタ

オランダに逮捕されていたスカルノらインドネシア指導者は1949年7月6日にジョグジャカルタに帰還し、7月13日にはスマトラの臨時政府を解消して、政府機能を復活させた。
8月23日にオランダの首都ハーグでハーグ円卓会議が開催された。オランダ首相によって主催されたハーグ円卓会議は11月2日に一応終結し、当事者であるインドネシア共和国、同連邦構成国、オランダとのあいだで、以下が決議された。
1. 諸邦連立のインドネシア連邦共和国を樹立する。
2. オランダは無条件でインドネシアの主権を連邦共和国に引き渡すことに同意する。
3. インドネシア連邦共和国は、オランダ=インドネシア連合（イリアンジャヤを含む）に参加し、オランダ女王をその元首とする。
4. インドネシア連邦共和国の外交、国防、財政等にオランダは永久に協力する。他。

オランダはインドネシアに対する影響力を残しながらも、12月27日インドネシアの主権を連邦共和国に移譲した。ここにおいて戦争は公式に終結した。また、オランダは交渉の過程で、当初、インドネシア側に61億ギルダー（17億3200万ドルに相当）の債務負担を要求し、最終的には43億ギルダー（11億3000万ドル相当）の債務をインドネシア側が継承することで合意した。

## 独立戦争後のインドネシアとオランダ
解放を獲得したインドネシアだが、日本（枢軸国）に勝利したオランダ（連合国）が影響力を残すため、共和国が支配するジャワ島のほかに、オランダの作ったいくつもの傀儡政権が連立する連邦共和国となっていた。だが、諸邦が分立する連邦共和国制度を不満とし、土侯国を中心とする諸邦の権力をジャカルタの中央政権に委譲させ、1950年8月15日、単一のインドネシア共和国の樹立が宣言された。オランダの目論みは完全に失敗し、300年に及ぶ影響力を遂に失った。
建国後のインドネシアは原油とゴムの輸出によって経済を再建するとともに、政治的には議会制民主主義を忠実に実行したが、政治的混乱を収拾するため、スカルノは1956年に「指導された民主主義」を提唱し、独裁制へ移行して行くとともに、ソビエト連邦へ接近した。1960年には、なおオランダ支配下にあった西イリアンへ進攻し、オランダと国交を断絶し、アメリカの介入による国連暫定統治を経て、1962年にはインドネシアへの移管が決まった。
オランダは第二次世界大戦後に、アメリカによるマーシャル・プラン（西欧経済援助）が停止されたことも、打撃が大きかった。1962年には西イリアンも失い、植民地国家から西欧国家への移行を目指した。ベルギーやルクセンブルクとのベネルクス関税同盟は、その後の欧州共同体、現在の欧州連合の先駆けとなった。

## 日本人とインドネシア独立戦争
日本軍の敗北から1947年5月の全日本人引き揚げまでのあいだに、日本軍の死者は1078人を数え、この人数は日本軍の蘭印侵攻時の戦死255名、負傷702名を上回るものだった。この死者数は、武器・弾薬譲渡をめぐる独立派からの襲撃によるもの（陸輸総局勤務の婦女子を含む70名余りの無抵抗の日本兵が殺害された）や、連合国側の進駐軍が現地の治安確保のために日本軍部隊に出動を命じて戦闘になったこと、などによるものだった。一方で、独立派が武器を奪っていくのを、現地日本人が見てみぬふりをする形で、穏便に解決すると同時に、旧日本軍が独立派に事実上武器を譲渡するような例もあった。
また、日本の敗戦後、インドネシア側の武装勢力に身を投じて独立戦争に参加した日本人がいた。彼らが独立戦争に参加した動機はさまざまである。戦前・戦中、日本が大東亜共栄圏、東亜新秩序を打ち出していたことから、欧米からのインドネシア解放・独立の為にインドネシアの独立戦争に参加し、インドネシア人と「共に生き、共に死す」を誓いあった者や、日本に帰国したら戦犯として裁かれることを恐れたためにインドネシアに残留した者、また日本軍政期に各地で結成された郷土防衛義勇軍の教官としてインドネシア人青年の訓練にあたった者の中には、その教え子たちに請われて武装組織に参加した者もいる。
これらの「現地逃亡日本兵」の独立勢力への参加については、連合国側は厳しく禁じており、日本軍の現地指導部でも、在留日本人の引揚げに悪影響を与え、ひいては日本の国体護持や天皇の地位にまで悪影響を与えるとして、対応に苦慮した。インドネシアの独立達成後、1958年1月20日に日本とインドネシアの平和条約、賠償協定が締結され、1960年代に日本企業のインドネシア進出が本格化する頃、両国間の橋渡しの役割を果たしたのは、これらの元日本兵たちであった。
独立戦争で命を落とした元日本兵は、ジャカルタのカリバタ英雄墓地をはじめ、各地の英雄墓地に葬られ、戦後生き残った元日本兵も、インドネシア国籍を与えられたインドネシア人として、これらの墓地に埋葬される予定である。

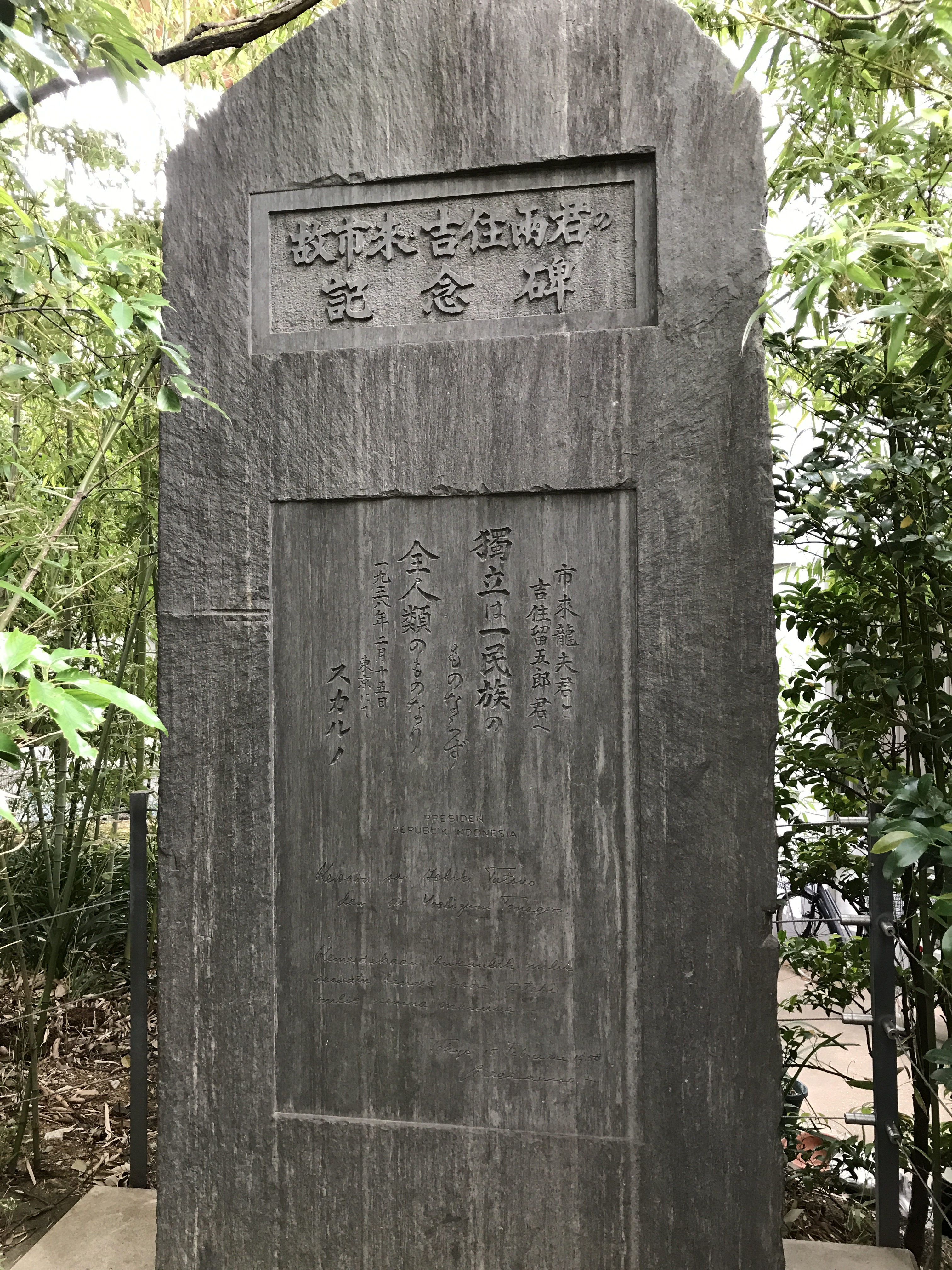
青松寺 故市來吉住兩君記念碑

1958年に訪日したスカルノ大統領は、日本へ感謝の意を表し、独立戦争で特に貢献した市来龍夫と吉住留五郎（en:Tomegorō Yoshizumi）に対し感謝の言葉を送った。
その石碑が東京青松寺に建てられている。
1987年の訪日の際、アラムシャ第三副首相は、日本占領時に創設されたPETAでの人材育成に感謝し、連合軍に敗戦後もインドネシアに残留し独立戦争に参加した日本兵らについても語っている。
またスハルトは、1988年8月17日の独立記念日に、インドネシア独立に尽力した金子智一・稲嶺一郎の2名の日本人に国家最高の栄誉「ナラリア勲章（独立名誉勲章）」を授与している。それ以前には、1976年に前田精、その後に高杉晋一、清水斉、小笠公詔の4名が既に受章していた。
「インドネシアと日本軍政」についての研究は、1950年代から欧米諸国ではじめられ、日本軍政がインドネシア社会に大きな政治的インパクトを与え、現地のナショナリズムを刺激し、脱植民地化を加速させたとの評価が一般的となった。
ジョージ・S・カナヘレは著書『日本軍政とインドネシア独立』の中で、「日本軍政は、インドネシア語の公用化を徹底させたが、このことを通し、インドネシアは国民的自覚の連帯意識を強化せしめることができた」とし、以下のように分析している。
2023年6月にインドネシアを訪問した天皇、皇后は、同月19日に残留日本兵の二世らと会談。翌日には残留日本兵を含む独立戦争の犠牲者が眠るカリバタ英雄墓地で供花した。

## インドネシア独立戦争を題材とした作品
- 『ゲリラの家族 Keluarga Gerilya 』 - インドネシアの作家、プラムディヤ・アナンタ・トゥールの長編小説。独立戦争下のジャワで生きる庶民の姿を描いた作品[35]。
- 『ムルデカ17805』 - インドネシア独立戦争に参加した日本兵を描いた日本・インドネシア合作映画。藤由紀夫監督。2001年に制作され、日本とインドネシアの両国で上映された。
- BSスペシャル「祖父への旅 80年後の傷痕 〜インドネシア残留日本兵と子孫〜」（2025年1月23日、NHK BS）-ドキュメンタリー[36]